# Леопольд III Фридрих Франц
Леопольд III Фридрих Франц Ангальт-Дессауский (нем. Leopold III. Friedrich Franz von Anhalt-Dessau; 10 августа 1740, Дессау — 9 августа 1817, Дессау) — князь Ангальт-Дессау с 1758 года, с 1807 года — герцог Ангальт-Дессау из династии Асканиев.

## Биография
Леопольд III был старшим сыном князя Леопольда II и Гизелы Агнессы Ангальт-Кётенской. В 1751 году его отец умирает, и принц далее воспитывается дядей, Дитрихом Дессауским.
В молодости Леопольд поступает на службу в прусскую армию, участвует в Семилетней войне. После разгрома прусской армии, руководимой его дядей Морицем Ангальт-Дессауским, в Колинском сражении (1757 год), Леопольд покидает военную службу.
С достижением совершеннолетия в 1758 году он — правящий князь Ангальт-Дессау. В дальнейшем в Семилетней войне Ангальт-Дессау сохранял нейтралитет.
В 1767 году Леопольд III при посредничестве прусского короля Фридриха II женился на принцессе Луизе Бранденбург-Шведтской, дочери Фридриха Генриха Бранденбург-Шведтского.
В 1782 году он пытается организовать союз князей, недовольных прусской гегемонией.
В 1806 году посетил Париж по приглашению Наполеона, в 1807 году вступает в Рейнский союз и получает от французского императора титул герцога.
Леопольд III скончался в результате падения с лошади. Ему наследовал внук Леопольд IV Фридрих, поскольку наследный принц Фридрих скончался раньше отца.
Леопольд III пользовался большим авторитетом в Германии как последовательный проводник политики Просвещения. Князь покровительствовал наукам и искусствам, проводил политику религиозной терпимости, в том числе и в отношении к еврейскому населению, способствовал повышению образовательного уровня жителей. Леопольд провёл многочисленные реформы в области здравоохранения, образования, социальной сферы, строительства и проч. Совершив вместе со своим другом, архитектором Ф. Эрдмансдорфом, многочисленные поездки в Англию, Францию, Италию, Голландию, он также развернул строительство многочисленных дворцовых сооружений и зданий в классическом стиле, разбивку парков (Гроскюнау, Ораниенбаум, Вёрлиц и др).